# Pseudoporrhopis
Pseudoporrhopis es un género de arañas cangrejo de la familia Thomisidae. Contiene una sola especie, Pseudoporrhopis granum. La especie fue descrita por Simon en 1886.

## Distribución
Se distribuye por África: Madagascar.